# Hypena hamata
Hypena hamata là một loài bướm đêm trong họ Erebidae.